# Naupoda nyasica
Naupoda nyasica är en tvåvingeart som beskrevs av Frey 1932. Naupoda nyasica ingår i släktet Naupoda och familjen bredmunsflugor. Inga underarter finns listade i Catalogue of Life.